# Institut de recherche économique VATT
Pour les articles homonymes, voir VATT.
L'institut de recherche économique VATT (finnois : VAltion Taloudellinen Tutkimuskeskus, sigle VATT) est une agence gouvernementale chargée de recherche économique en Finlande.

## Présentation
VATT est une agence gouvernementale sous la supervision du ministère des Finances de Finlande.
VATT est situé dans le bâtiment Economicum situé à Arkadiankatu 7.
Il partage le bâtiment avec trois départements universitaires d'économie, à savoir le Département d'économie de l'Université d'Helsinki, l'École supérieure de commerce de l'université Aalto et le Département d'économie de l'école d'économie Hanken. 
Economicum abrite également le Centre de recherche économique d'Helsinki (HECER).

## Budget et effectifs
En 2016, le budget annual de VATT s'élève à 5,5 millions € , dont les deux tiers proviennent du budget de l'État et un tiers du financement de la recherche par appel d'offres.
Fin 2016, le centre de recherche emploie cinquante personnes dont quarante chercheurs.

## Recherche et publications
Le VATT effectue des recherches et des analyses scientifiques.
Les chercheurs de VATT utilisent des méthodes de recherche microéconomiques et de nombreuses données pour prévoir et évaluer l'impact de divers changements de politiques par exemple sur le comportement des individus, des ménages ou des entreprises.
Les chercheurs de VATT publient régulièrement dans des publications scientifiques internationales. Ils produisent également des documents de travail internationaux et nationaux, des documents de travail, des rapports et des enquêtes.
La plupart des publications de VATT sint disponibles par les archives Doria de la Bibliothèque nationale de Finlande. 
Les documents de travail de VATT peuvent être trouvé dans la base des documents de recherche en économie. 
Les articles scientifiques rédigés par des chercheurs de VATT sont publiés régulièrement dans des publications scientifiques internationales.